# منطقه فینشهافن
منطقه فینشهافن یکی از منطقه های استان موروبه واقع در کشور پاپوآ گینه نو می باشد. مرکز این منطقه گاگیدو است. این منطقه خود از ۵ فرمانداری محلی تشکیل می گردد که هر فرمانداری به منظور سهولت در امر آمارگیری خود به چند بخش تقسیم می شود.
نام این منطقه از بندر فینشهافن گرفته شده است. اروپائیان اولین بار در ۱۸۸۴ میلادی این بندر را کشف کردند. کاشف آن یک آلمانی با نام اوتو فینش(به آلمانی: Otto Finsch) بود. در سال ۱۸۸۵ میلادی کلنی گینه نو آلمان در این محل شهری ایجاد کرد و نام شهر را به افتخار کاشف آن فینشهافن نامید(فینش نام کاشف آن و هافن به معنای بندرگاه).

## تقسیمات
این منطقه دارای ۵ فرمانداری محلی است که اسامی آن ها به شرح زیر است:
- فرمانداری محلی روستایی هوبه
- فرمانداری محلی روستایی کته
- فرمانداری محلی شهری فینشهافن
- فرمانداری محلی روستایی یابین-ماپه
- فرمانداری محلی روستایی بوروم-کوآت